# Thiên Mục Sơn
Thiên Mục Sơn (tiếng Trung: 天目山, bính âm: Tiānmùshān, nghĩa là núi mắt trời) tên gọi cổ Phù Ngọc Sơn (浮玉山), là một dãy núi nhỏ về cơ bản nằm trong huyện cấp thị Lâm An ở tây bắc tỉnh Chiết Giang, Cộng hòa Nhân dân Trung Hoa. Dãy núi này cách Hàng Châu khoảng 83,2 km (51,7 dặm Anh) về phía tây. Dãy núi này dài khoảng 200 km, rộng khoảng 60 km. Phía đông nó bắt đầu từ địa cấp thị Hồ Châu, nhìn xuống bình nguyên Thái Hồ, phía tây kết thúc tại ranh giới hai tỉnh Chiết Giang (Chiết) - An Huy (Hoàn), nhìn sang Hoàng Sơn. Ngọn núi cao nhất trong dãy núi này là núi Thanh Lương, cao 1.787,4 m (5.864 ft) nằm ở ranh giới giữa huyện cấp thị Lâm An và huyện Tích Khê (Tuyên Thành, An Huy) tại tọa độ 30°6′24″B 118°54′16″Đ / 30,10667°B 118,90444°Đ. Ngoài ra dãy núi này còn có hai đỉnh khác nằm hoàn toàn tại Lâm An, được coi là hai đỉnh chính của dãy núi. Đỉnh phía tây gọi Tây Thiên Mục Sơn hay Tiên Nhân (仙人, bính âm: Xiānrén) với độ cao đạt 1.506 m (4.941 ft) ở tọa độ 30°20′14″B 119°24′1″Đ / 30,33722°B 119,40028°Đ và đỉnh phía đông gọi là Đông Thiên Mục Sơn hay Đại Tiên (大仙, bính âm: Dàxiān) với độ cao 1.480 m (4.856 ft)  ở tọa độ 30°21′47″B 119°31′10″Đ / 30,36306°B 119,51944°Đ. Có các hồ nước gần đỉnh của cả hai ngọn núi này, trông giống như đôi mắt và điều này đã dẫn tới tên gọi cho dãy núi.
Khu bảo hộ tự nhiên quốc gia Thiên Mục Sơn nằm ở phần tây bắc của dãy núi này, với trung tâm là hai đỉnh Đông Thiên Mục Sơn và Tây Thiên Mục Sơn, và nó là một trong các khu dự trữ sinh quyển của UNESCO, một phần của Chương trình con người và sinh quyển (MAB) của UNESCO. Tại khu vực này khí hậu mang tính cận nhiệt đới với lượng mưa hàng năm đạt 1.767 mm (69,6 inch) và nhiệt độ trung bình năm đạt 17,3 °C (63 °F).
Dãy núi Thiên Mục được biết đến với những cây gỗ khổng lồ, các thác nước, chè, các đỉnh núi quanh năm mây mù che phủ, măng tre trúc, các đền miếu, các nữ tu viện và các tảng đá hình dạng cổ quái. Người ta cũng biết đến Thiên Mục Sơn với vườn thực vật có trên 2.000 loài thực vật được trồng trên núi cũng như là nơi nghỉ dưỡng mùa hè đối với các du khách tại Trung Quốc. Các cây liễu sam (Cryptomeria japonica) mọc cao vượt hẳn lên trên núi và đỉnh phía tây còn đáng chú ý ở chỗ nó là địa điểm cuối cùng còn các quần thể bạch quả (Ginkgo biloba) hoang dã cuối cùng sinh sống. Nổi tiếng nhất trong số các cây liễu sam là "đại thụ vương", do hoàng đế Càn Long thời nhà Thanh đặt tên. Lần đo đạc gần đây nhất đưa ra con số chiều cao là 26,5 m (86 ft 11 inch), đường kính 2,33 m (7 ft 8 inch) và dung tích 42,9 m3 (1.510 ft3). Dãy núi này cũng là quê hương của hàng trăm loài chim và thú. Trong số này có 39 loài hoặc là nguy cấp hoặc được bảo vệ, trong đó bao gồm báo gấm (Neofelis nebulosa) và mang đen (Muntiacus crinifrons). Khí hậu cận nhiệt đới cũng làm cho nơi đây nối tiếng với măng tre trúc và trà. Loại trà được trồng tại đây là trà Thiên Mục đối với những người sành trà trên khắp thế giới.